# アンジオテンシンII受容体
アンジオテンシンII受容体（アンジオテンシンツーじゅようたい、英: angiotensin II receptor）は、アンジオテンシンIIをリガンドとして結合するGタンパク質共役受容体である。これらの受容体はレニン-アンジオテンシン系に重要であり、主要なエフェクターホルモンであるアンジオテンシンIIによる血管収縮刺激の伝達を担う。

## メンバー

### 概要
| 受容体 | 機構           |
| AT1    | - Gq/11 - Gi/o |
| AT2    | - Gi2/3        |
| (AT3)  |                |
| (AT4)  |                |
| ------ | -------------- |

### AT1受容体
AT1受容体は最も詳細な解析が行われているアンジオテンシンII受容体である。

#### 体内の局在
AT1受容体は、心臓、血管、腎臓、副腎皮質、肺、脳室周囲器官、大脳基底核、脳幹に存在し、血管収縮作用を媒介している。

#### 機構
アンジオテンシンII受容体は、血管収縮性ペプチドであるアンジオテンシンIIによって活性化される。活性化された受容体はGq/11やGi/oと共役し、それによってホスホリパーゼCを活性化して細胞質基質のカルシウム濃度を高め、その結果プロテインキナーゼCの刺激といった細胞応答を開始する。活性化された受容体はアデニル酸シクラーゼの阻害やさまざまなチロシンキナーゼの活性化も行う。

#### 作用
AT1受容体によって媒介される作用には、血管収縮、アルドステロンの合成と分泌、バソプレシン分泌の増加、心肥大、末梢ノルアドレナリン活性の増大、平滑筋細胞の増殖、腎血流量の減少、腎レニンの阻害、尿細管でのナトリウムの再吸収、中枢交感神経系活動の調節、心収縮性、中枢での浸透圧調節、細胞外マトリックス形成などがある。

### AT2受容体
AT2受容体は胎児や新生児に多く存在する。AT2受容体の機能については未解明の部分や議論があるが、おそらく血管の成長に関与している。AT2受容体によって媒介される作用としては、細胞成長の阻害、胎児組織の発生、細胞外マトリックスの調節、神経再生、アポトーシス、細胞分化などが示唆されており、血管拡張や左室肥大と関係している可能性もある。ヒトでは、AT2受容体は小脳の分子層に存在する。マウスでは、副腎や扁桃体、そしてより少数であるが視床下部の室傍核、青斑核にも存在する。

### AT3・AT4受容体
他に詳細な特性解析がなされていないアンジオテンシン受容体として、AT3受容体、AT4受容体が存在する。AT4受容体はアンジオテンシンIIの代謝産物であるアンジオテンシンIVによって活性化され、中枢神経系の細胞外マトリックスの調節やオキシトシンの放出に関与している可能性がある。